# DN73
DN73 este un drum național care leagă Municipiul Brașov de Municipiul Pitești și are o lungime totală de 133 de kilometri.

## Traseu
Traseul propriu-zis al DN73 pornește din estul Municipiului Pitești și se încheie la intrarea în cartierul brașovean Bartolomeu. 
După un scurt parcurs pe un relief puțin accidentat, urmează un relief din ce în ce mai accidentat, cu multe serpentine, ajungând, la Fundata, la altitudini de peste 1000 de metri.
De la nord la sud traseul drumului DN73 este următorul: Brașov - Râșnov - Bran - Rucăr - Câmpulung - Pitești.

### Intersecții importante
La Brașov se intersectează cu DN1, și se leagă de DN11 și DN13, la Râșnov se intersectează cu DN73A și DN1E, la Câmpulung se intersectează cu DN73C, iar la Pitești are legătură cu Autostrada A1, cu Drumul Transfăgărășan DN7C, cu DN7 și DN65.

## Alte detalii
Face parte din drumul european E574, care are traseul: Craiova - Pitești - Brașov - Sfântu Gheorghe - Onești - Bacău.

## Monumente istorice și de arhitectură, muzee și memoriale
- Mănăstirea Vieroși, Argeș
- Câmpulung
  - Muzeul Orășenesc
  - Muzeul de etnografie și artă populară, aflat pe strada Republicii, la numărul 7, este găzduit de una dintre cele mai vechi case din oraș, construită în 1735, monument de arhitectură veche românească.
  - Muzeul de istorie și artă plastică
  - Bulevardul „Pardon”
  - Monumentul lui Negru Vodă

- Valea Mare-Pravăț
  - Mausoleul de la Mateiaș
  - Mânăstirea Nămăești

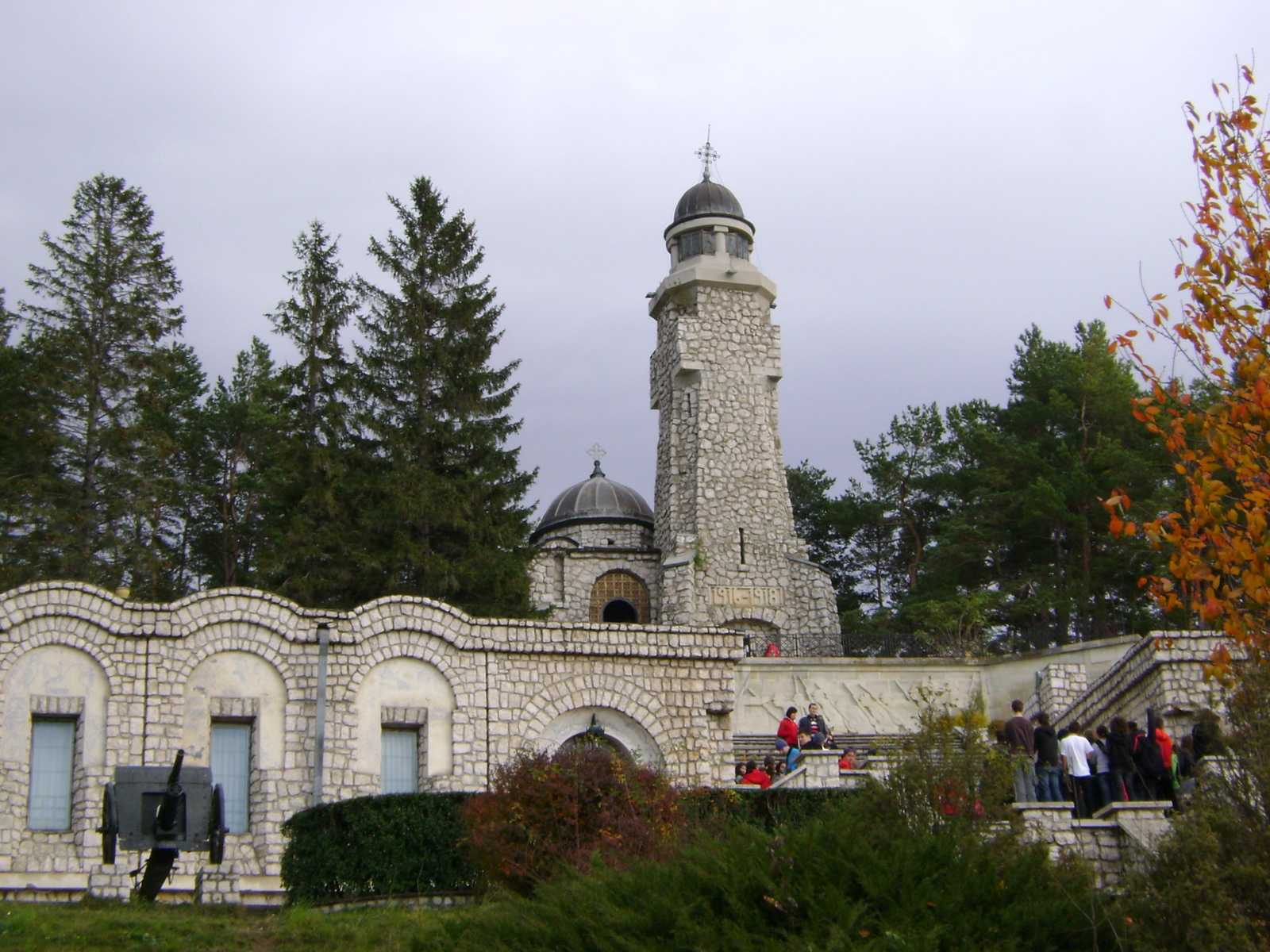
Monumentul Eroilor Români de la Mateiaş

  - Casa memorială George Topîrceanu din Nămăești
- Monumentul Eroilor Români din Primul Război Mondial de la Fundata
- Bran
  - Castelul Bran
  - Capela Reginei Maria a României[1], Stella Maris, de la Bran (copie a Capelei de la Balcic)
  - Monumentul savantului Sextil Pușcariu
- Cetatea Râșnov

## Alte zone de interes turistic și monumente ale naturii
- Culoarul Bran—Rucăr—Dragoslavele
  - Cheile Dâmbovicioarei
  - Peștera Dâmbovicioara
  - Parcul Național Piatra Craiului
- Șirnea

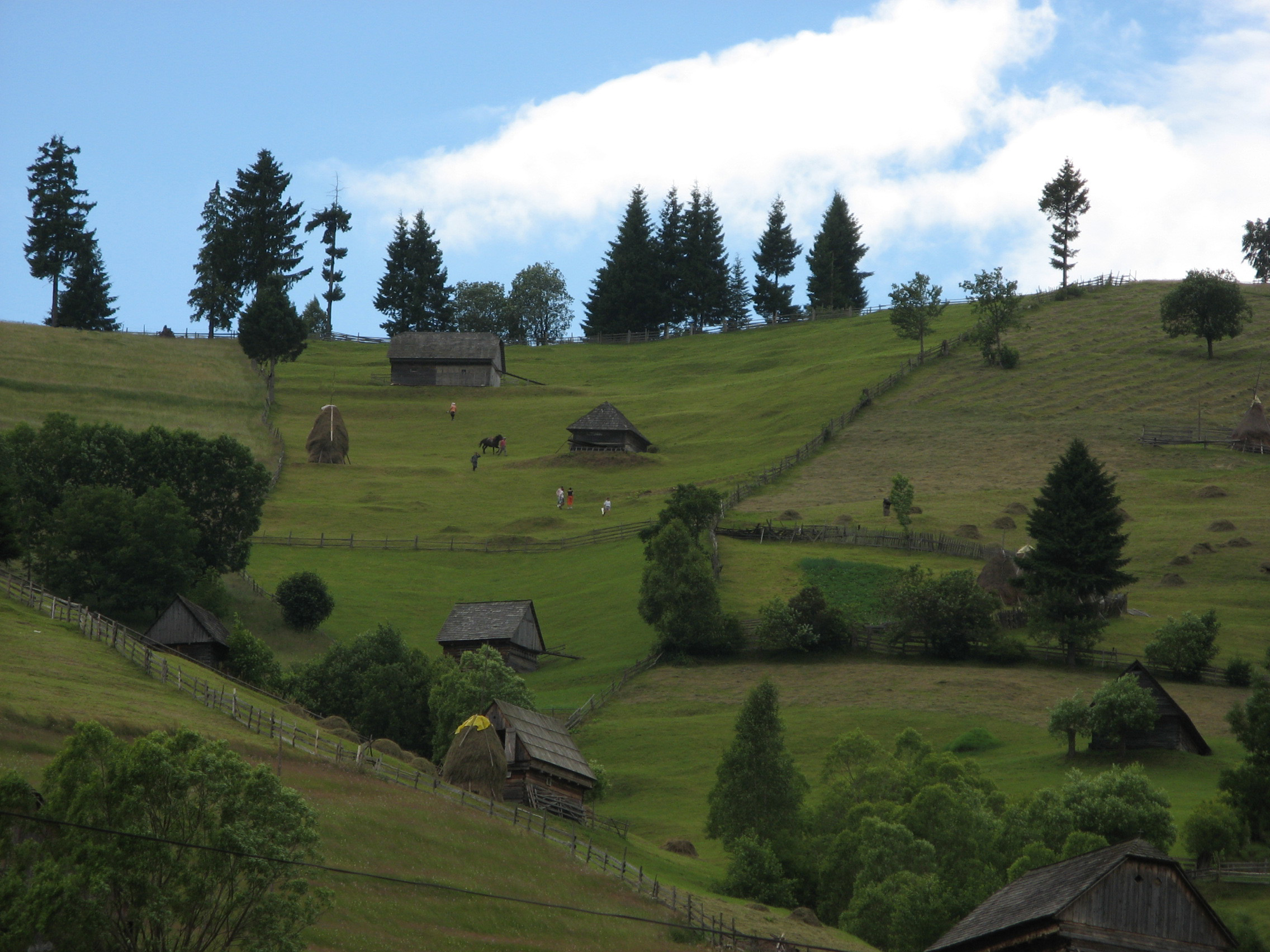
Peisaj de la Moieciu

  - „Iarna la Șirnea” și concursul național de schi fond „Cupa Șirnea”
  - „Memorial Frunteș” - la sfârșitul lunii ianuarie
  - „Ziua Olimpică” - 23 iunie
  - „Noaptea de Sânziene” - 24 iunie
  - „Măsura laptelui” și întâlnirea fiilor satului - sfârșitul lunii iunie
  - „Focul lui Sumedru” - 25 octombrie
- Bran
  - Măsuratul laptelui (sfârșitul lui iunie - începutul lui iulie)[2], la care se adaugă alte evenimente specifice: parada portului popular, concursuri de atelaje, tracțiune de greutăți, tăiere de bușteni, foc de tabără și multe altele pe fundalul unei serbări câmpenești.